# Sokodé
Sokodé – drugie pod względem liczby mieszkańców miasto Togo, jego populacja w 1998 roku wynosiła 55 tys. mieszkańców, w 2004 r. miasto liczyło 86,5 tys. mieszkańców.
Miasto jest usytuowane 339 km na północ od stolicy Togo – Lomé, w środkowej części kraju, pomiędzy rzekami Mo i Mono. Mieści się w nim port lotniczy Sokodé.
W mieście działa klub sportowy Semassi F.C.
Z Sokodé wywodzi się Faure Gnassingbé – wybrany 4 maja 2005 na prezydenta Togo.